# 好好遵守交通秩序吧
《好好遵守交通秩序吧》（韓語：교통질서를 잘 지키자요）是一部朝鮮電視動畫，由SEK工作室製作，朝鮮中央電視台播出。從2006年開始，這個節目每年製作1-2集左右，這是一個旨在培養孩子交通秩序意識的系列節目。
每集為獨立的故事，第1-3集角色為人類，第4-10集則為動物擬人角色，第10集之後又變回人類角色，畫風也有很多變化。目前一共發布了24集。